# Solanum parvicorollatum
Solanum parvicorollatum là loài thực vật có hoa trong họ Cà. Loài này được Lekhnovich miêu tả khoa học đầu tiên năm 1980.